# 范成大祠
范成大祠，原名范文穆公祠，位于江苏省苏州市虎丘区上方山茶磨屿。建于明代，为苏州市文物保护单位。
范成大（1126年－1193年），字致能，吴郡人，南宋诗人、政治家，南宋四大诗人之一，曾任礼部尚书、资政殿大学士、参知政事等。晚年归隐石湖，在石湖西北建别墅庭园。宋孝宗赐“石湖”二字。
范成大祠建于明正德十五年（1520年），由御史卢雍建于其别墅遗址处，四时享祭。后又篆刻范成大《四时田园杂兴六十首》置于其中。明清数朝多次修缮。1926年李根源曾寻访范成大祠，时有祠堂前后三进。后渐破败失修。1984年开始全面修复工程。
范成大祠背山面湖，现存建筑为清同治年重修，有前后两进，左右回廊，享堂内悬“寿栎堂”匾额，中有范成大塑像，堂内镶嵌明刻《四时田园杂兴六十首》石碑7块。